# Hafen Maputo
Der Hafen Maputo (englisch: Port of Maputo; portugiesisch: Porto de Maputo, früher Porto de Lourenço Marques) ist ein Tiefwasserhafen in Mosambik. Er liegt an der Küste des Indischen Ozeans, innerhalb der Maputo-Bucht und verfügt über zwei separate Zonen in zwei Städten, in Maputo und Matola. Der Hafen nimmt für den Warenumschlag von und nach Südafrika eine bedeutende Stellung ein und ist eine der größten Anlagen an der Ostküste Afrikas. Seine wirtschaftliche Entwicklung war eng mit dem Phänomen massiver Wanderarbeit mosambikanischer Bergarbeiter auf dem Territorium Südafrikas verbunden.
Der zentrale Hafenbetreiber ist die Maputo Port Development Company / Companhia de Desenvolvimento do Porto de Maputo (MPDC), ein Gemeinschaftsunternehmen mehrerer in- und ausländischer Firmen.

## Hauptbetreiber
Die Maputo Port Development Company (MPDC) besteht aus folgenden Gesellschaftern:
- Mozambique Ports & Railways Company/Portos e Caminhos de Ferro de Mocambique (CFM), als staatliches Unternehmen, mit 49 % Anteilen,
- Portus Indico, getragen von drei Gesellschaftern mit zusammen 51 % Anteilen, der südafrikanischen Logistikgruppe Grindrod, DP World (48,5 %) und der mosambikanischen Investmentgruppe Mozambique Gestores Sarl. (3 %).

Die Maputo Port Development Company erhielt am 15. April 2003 für einen Zeitraum von 15 Jahren die Konzession zur Betreibung der Hafenanlagen. 2010 wurde der Konzessionsvergabe um weitere 15 Jahre erweitert und eine Option von weiteren 10 Jahren eingeräumt.
Die einzelnen Terminals befinden sich in der Regie anderer Unternehmen, die dabei als Subkonzessionäre tätig sind.

## Lage und Hafenstruktur

### Allgemein

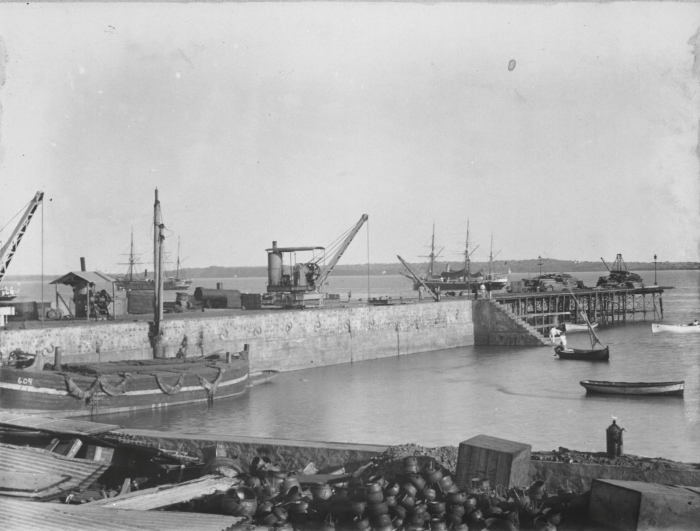
Hafenanlage von Lourenco Marques (heute Maputo) im Jahr 1896

Die beiden Verladebereiche des Hafens entstanden im gemeinsamen Ästuar der vier Flussläufe Tembe, Matola, Umbeluzi und Infulene in der Baia de Maputo. Zusammen bilden sie im Mündungsbereich der Bucht den Río Espírito Santo.
Alle Verladekais besitzen eine eigene Straßenanbindung und die meisten von ihnen auch einen Gleisanschluss. An allen Kais gibt es Schiffsreparatureinrichtungen, Treibstoffbunker und Trinkwasserversorgungsanlagen. Im Jahr 2011 war die Ausbaggerung der Kanäle und Anlegeplätze abgeschlossen. Seitdem können Frachtschiffe der Panamax-Klasse hier anlegen. Zwei privat betriebene Marinas bieten Liegeplätze für Yachten.
Unweit des Hafens, nahe dem Stadtzentrum, befinden sich der Hauptbahnhof und der Zentralmarkt von Maputo.

### Maputo Cargo Terminals
In den Maputo Cargo Terminals werden Frachtgüter aus landwirtschaftlicher, industrieller und montanwirtschaftlicher Produktion verladen. Schwerpunktmäßig handelt es sich dabei um Zitrusfrüchte, Zucker und Containerfracht sowie um Kohle, Magnetit, Ferrochrom, Nickel, Vermiculit und Schrott.

#### Bulk Sugar Terminal
Das Bulk Sugar Terminal des Betreibers Sociedade Terminal de Açucar de Maputo Lda. (STAM) dient der Verladung von Zuckerrohstoffen in Form von Massengut. Beteiligte Partner sind dabei Eswatini Sugar Association, Zimbabwe Sugar Sales Ltd. (ZSS), Cucar Nacional und South African Sugar Association (SASA).

#### Bagged Sugar Terminal
Im Bagged Sugar Terminal des Betreibers EDF Man Mocambique Lda. werden verpackte Zuckerlieferung für den Exporthandel verladen.

#### Bulk Liquids/Tank Storage Terminal
Das Bulk Liquids/Tank Storage Terminal des Betreibers Maputo Liquids Storage Company Lda. dient der Verladung von Pflanzenölen. Im Terminalbereich können in sechs beheizbaren Tanks insgesamt bis zu 10.000 Kubikmeter Pflanzenöle gelagert werden. Der Terminalbetreiber ist ein Unternehmen der African Tank Terminals Limited, die zur Unternehmensgruppe der malaysischen Equatorial Trading Limited gehört.

#### Car Terminal
Das Car Terminal seines Betreibers Grindrod dient dem Import und Export von Automobilen. Es existieren hier Stellflächen für 1.455 Fahrzeuge. Hauptlieferregion für den Import ist die südafrikanische Provinz Gauteng. Das Terminal arbeitet seit 2007.

#### Citrus Terminal
Das von FTP (Moçambique) Lda. betriebene Citrus Terminal dient dem Versand von Zitrus- und anderen Früchten. Im Terminalbereich bestehen Kühlanlagen und zwei Anlegestellen für Frachtschiffe. Investitionen in diesem Bereich stammen von der südafrikanischen Industrial Development Corporation und privaten Anlegern.

#### Coastal Terminal
Im Coastal Terminal des Betreibers Terminal de Cabotagem de Maputo Sarl. stehen offene und überdachte Lagerflächen zur Verfügung. Ferner gibt es hier Reparaturmöglichkeiten für Container, mechanische Werkstätten und eine Betriebsstätte zur Holzverarbeitung.

#### Container Terminal
Das Containerterminal wird von DP World Maputo betrieben. Auf einer Fläche von 8 Hektar können bis zu 520 Container gelagert werden. Im jährlichen Durchschnitt kommen hier 50.000 Container zur Verladung, obwohl dafür die doppelte Kapazität besteht. Die Kailänge beträgt 300 Meter bei einer Wassertiefe von 11 Metern.
Typische Waren der Containerfracht sind in diesem Terminalbereich Fischprodukte, Zucker, Reis, Obst, Haushaltswaren, Baumaterial und Fahrzeuge. Schwerpunktregionen für hier abgehende Lieferungen in Afrika sind die südafrikanische Provinz Gauteng, Eswatini, Botswana, Simbabwe und Malawi.
Für die Containerverladung stehen zwei stationäre und zwei bewegliche Krane zur Verfügung.

#### Ferrochrome Terminal
Der Bau des Terminals zur Verladung von Ferrochromprodukten begann 2007. Dieser Bereich gehört zu den Terminals mit den größten Warenumschlagsvolumina im Hafen Maputo. Die erste Verladung von Ferrochrom erfolgte hier 2004, 2006 kam es zu Erweiterungsbauten.

#### Molasses Terminal
Das Molasses Terminal des Betreibers Agrimol dient der Verladung flüssiger Melasseprodukte. Eine Pipeline gewährleistet den Transfer zwischen hier vorhandenen Lagertanks und den Verladeeinrichtungen am Pier.

#### Petroleum Terminal
Im Petroleum Terminal können Leicht- und Schweröle sowie weitere Mineralölprodukte gelagert und verladen werden. Es steht ein eigenständiger Verladekai mit einer Länge von 230 Metern und einer Wassertiefe von 10,5 Meter zur Verfügung. Die jährliche Verladekapazität liegt bei 350 Millionen Tonnen.

### Matola Bulk Terminals

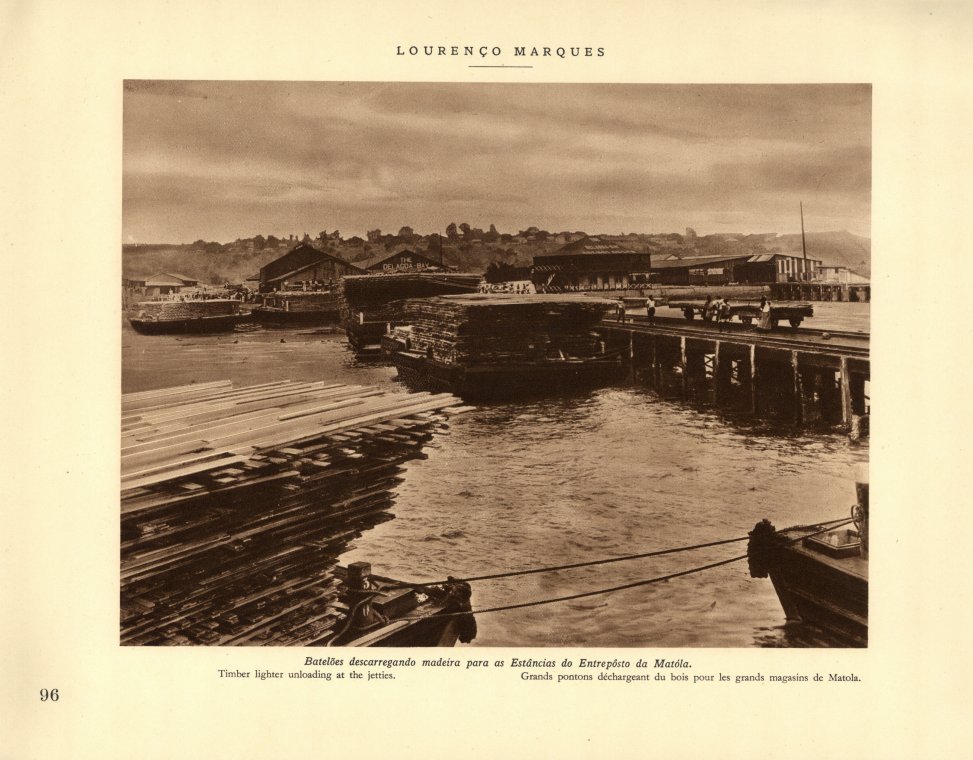
Holzlager in Matola um 1929

Das etwa sechs Kilometer stromaufwärts liegende Hafengelände von Matola, die Matola Bulk Terminals, besitzt vier Anlegeplätze im Tiefwasserbereich, in dem Massengutfrachter anlegen können und Schüttgüter zur Verladung kommen. Zu den umgeschlagenen Produkten gehören Kohle, Magnetit, Aluminiumrohstoffe und Getreide. Ferner existieren hier umfangreiche Lagerflächen.

#### Coal Terminal
Das Matola Coal Terminal (TCM) bzw. Terminal de Carvão da Matola (TCM) dient vorrangig dem Kohleexport. Weitere mineralische Rohstoffe kommen hier zur Verladung. Der Terminalbereich auf dem Gebiet der Gemeinde Matola wird durch die Unternehmensgruppe Grindrod betrieben. Die im Flachlager vorrätig gehaltene Kohle stammt überwiegend aus Bergwerken in der südafrikanischen Provinz Mpumalanga, den traditionellen Abbauregionen auf dem Gebiet des früheren Osttransvaal. Im Terminal werden jährlich 3 Millionen Tonnen Kohle auf Frachtschiffe verladen. Das Warenumschlagvolumen könnte mit einer verbesserten Leistungsfähigkeit des Schienenverkehrs verdoppelt werden. Mit den Ausbauplänen ist beabsichtigt, schließlich eine Kapazität von 26 Millionen Tonnen zu erreichen.

#### STEMA Grain Terminal
Mit dem Getreideterminal (STEMA Grain Terminal) werden jährlich 90.000 Tonnen Weizen und Mais aus Simbabwe auf Frachtschiffe verladen. Der Terminalbetreiber ist die 1996 gegründete STEMA (Silos e Terminal Graneleiro da Matola SA), ein Staatsunternehmen Mosambiks. Dessen Anteile werden mit 44 Prozent vom National Treasure Directorate (deutsch etwa: Nationale Finanzdirektion) und mit 56 Prozent durch das IGEPE (Gestão das Participações do Estado / States Shares Management Institute, deutsch etwa: Staatliches Institut für Beteiligungsmanagement) gehalten.

#### Aluminium Terminal
Das im März 2000 eröffnete Aluminium Terminal führt Import- und Exportaufträge aus. Dessen Betreiber ist der einheimische Aluminiumhersteller Mozal. Im Terminal werden Lieferungen aus Aluminiumoxid für die Aluminiumproduktion in Mosambik sowie Rohstoffe zur Herstellung von Petrolkoks und Pech umgeschlagen. Es besteht insgesamt eine Verladekapazität von 1,4 Millionen Tonnen pro Jahr. Etwa 506.000 Tonnen Aluminium verlassen jährlich den Hafen zu ihren Abnehmern. Es werden dagegen 1,2 Millionen Tonnen Aluminiumoxid eingeführt. Im Terminal steht dafür ein Schiffsanlegeplatz mit einer Länge von 210 Metern zur Verfügung.

## Entwicklung
Im Dezember 2013 begann im Hafenareal Maputo auf einer Fläche von 4.000 Quadratmetern der Bau eines weiteren Massengutlagers. Es ist für den Export von jährlich 500.000 Tonnen angelieferter Phosphatrohstoffe vorgesehen. Vertragspartner sind dabei Agro Alfa, Mota-Engil und ACEL.
In Folge des großen Interesses von Südafrika an der Entwicklung des Hafens Maputo kam es im Juni 2013 zur Unterzeichnung eines Kooperationsvertrages zwischen den Hafenbehörden der beiden Staaten. Die Transnet National Ports Authority (TNPA) und die Maputo Ports Development Company (MPDC) vereinbarten die Zusammenarbeit bei der Entflechtung in den Aufgabenbereichen Hafenbehörde und Hafenbetrieb am Standort Maputo/Matola, die Verlagerung weiterer Frachtanteile vom Straßentransport auf die Schiene sowie eine gemeinsame Bearbeitung nautischer Angelegenheiten.

## Verkehrsanbindungen

### Allgemein
Der Hafen Maputo ist mit seinen beiden Standorten in Maputo und Matola landwärts durch über Jahrzehnte ausgebaute Straßen- und Schienenverbindungen erschlossen, die das Anliefern von Containern, Stückgut und Massengütern aus dem mosambikanischen Inland und den benachbarten Staaten ermöglichen. Deren Erhalt und die Steigerung ihrer Leistungsfähigkeit liegt besonders im Interesse der afrikanischen Lieferländer.
Der Hauptfrachtaufkommen auf dem Landwege stammt nicht aus Mosambik. Wichtigstes Exportland ist Südafrika, das mit leistungsfähigen Straßen und Schieneninvestitionen sein strategisches Interesse am Hafen Maputo seit Jahrzehnten zielstrebig verfolgt. Weitere vom Hafen erheblich partizipierende Staaten sind Eswatini, Zimbabwe, Botswana und Sambia.

### Maputo Development Corridor

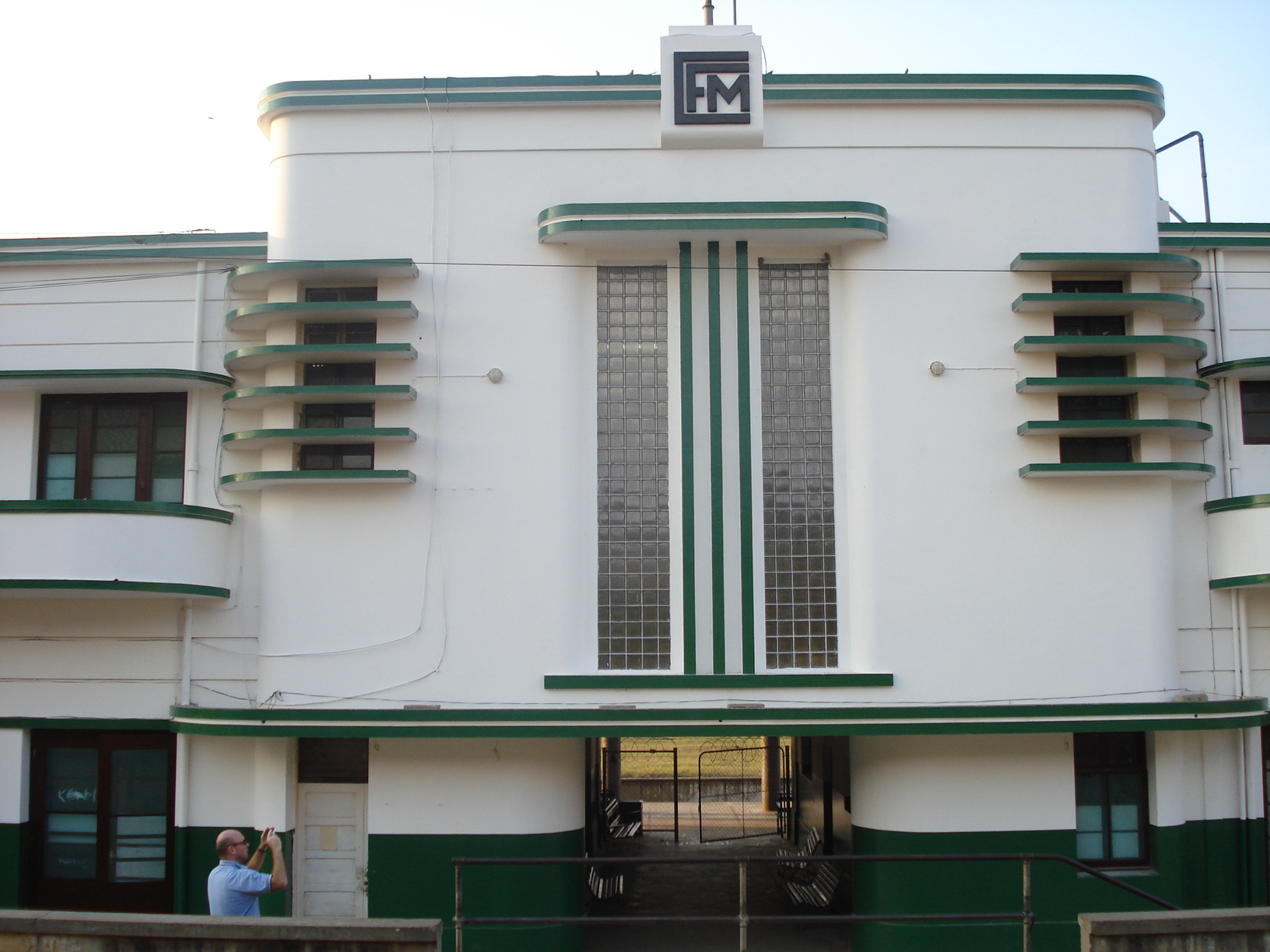
Bahnhofsgebäude in Ressano Garcia

Im August 1995 vereinbarten die Transportministerien von Südafrika und Mosambik den Ausbau und die Revitalisierung der Verkehrswege zwischen der Provinz Gauteng und der Region Maputo.
Auf Initiative von Südafrika baute seit 1996 ein Konsortium (Trans African Concessions (Pty) Ltd., TRAC) die Fernstraße N4 zwischen Witbank und der gemeinsamen Staatsgrenze (zwischen Komatipoort und Ressano Garcia) sowie den anschließenden Straßenabschnitt bis Maputo, die Nationalstraße EN4, für die Aufnahme höherer Güterverkehrsanteile aus. Das Projekt wurde Maputo Development Corridor (MDC) genannt. Der Investor errichtete zur Refinanzierung und Unterhaltung der modernisierten Verkehrsinfrastruktur nach und nach fünf Mautabschnitte, drei von ihnen in Südafrika und zwei in Mosambik liegend. Diesbezügliche Arbeiten waren Anfang 2001 abgeschlossen. Der ausgebaute Abschnitt ist Bestandteil des Trans-Kalahari-Highway.
Der Bau des Schienenweges zwischen Südafrika und Maputo, auf dem mosambikanischen Abschnitt Ressano Garcia corridor genannt, begann als sogenannte Delagoabahn im 19. Jahrhundert. Bis in die 1970er Jahre konnte ein großer Teil des Warenexports nach Übersee aus der ehemaligen Provinz Transvaal und zunehmend aus angrenzenden Regionen innerhalb Südafrikas mittels dieser Eisenbahnstrecke und ihren später entstandenen Seitenzweigen über den Hafen von Maputo abgewickelt werden. Bis in die 1990er Jahre galt die Streckenverbindung als anfällig und wenig leistungsfähig.
Langwierig gestalteten sich die zwischenstaatlichen vertraglichen Vereinbarungen sowie der verkehrs- und informationstechnische Ausbau der neu errichteten Grenzübergangsstelle Lebombo border post. Deren Planung und Inbetriebnahme hatte den Charakter eines Pilotprojektes zwischen beiden Staaten. Die langjährigen Wartezeiten von bis zu sechs Stunden bei eingeschränkten täglichen Grenzöffnungszeiten wurden damit reduziert. Eine Non-Stop-Abfertigung im 24-Stunden-Intervall war das bilateral vereinbarte Ziel.
Vom Autobahnring Johannesburg als N12 und von Pretoria bis Wonderfontein als N4 kommend, ist die Straßenverbindung in Richtung Mosambik vierspurig ausgebaut. Sie führt danach zweispurig, ab Staatsgrenze als Nationalstraße EN4, bis nach Maputo.

### Limpopo Corridor
Der Limpopo Corridor ist eine Transportroute zwischen Simbabwe und Maputo. Die leistungsstärkste Verkehrsinfrastruktur besteht aus einer Eisenbahnstrecke. Im Jahr 1988 gab es Verhandlungen zwischen dem Mosambikanischen Transportministerium, der British Development Division of Southern Africa und anderen ausländischen Vertretern zur Sanierung der 1957 fertiggestellten Strecke. Ihre Bedeutung liegt in den Gütertransporten aus Simbabwe, Botswana, Sambia und der Demokratischen Republik Kongo. Der Grenzübergang befindet sich bei den Orten Chicualacuala (Mosambik) und Sango (Simbabwe).

### Goba Corridor
Der Goba Corridor ist ein System von Transportrouten zwischen Eswatini und Maputo. Er wurde nach dem mosambikanischen Grenzort Goba an der zum Streckennetz Eswatini führenden Übergangsstelle benannt. Auf der Seite Eswatinis ist Mhlumeni die grenznahe Ortschaft. Für den Güterverkehr durch Lastkraftwagen über die eswatinisch-mosambikanische Grenze dient die Fernstraße EN 2 mit den Grenzstationen Namaacha (Mosambik) und Lomohasha in Eswatini.

## Geschichte

Eisenbahnstrecken in Transvaal um 1899

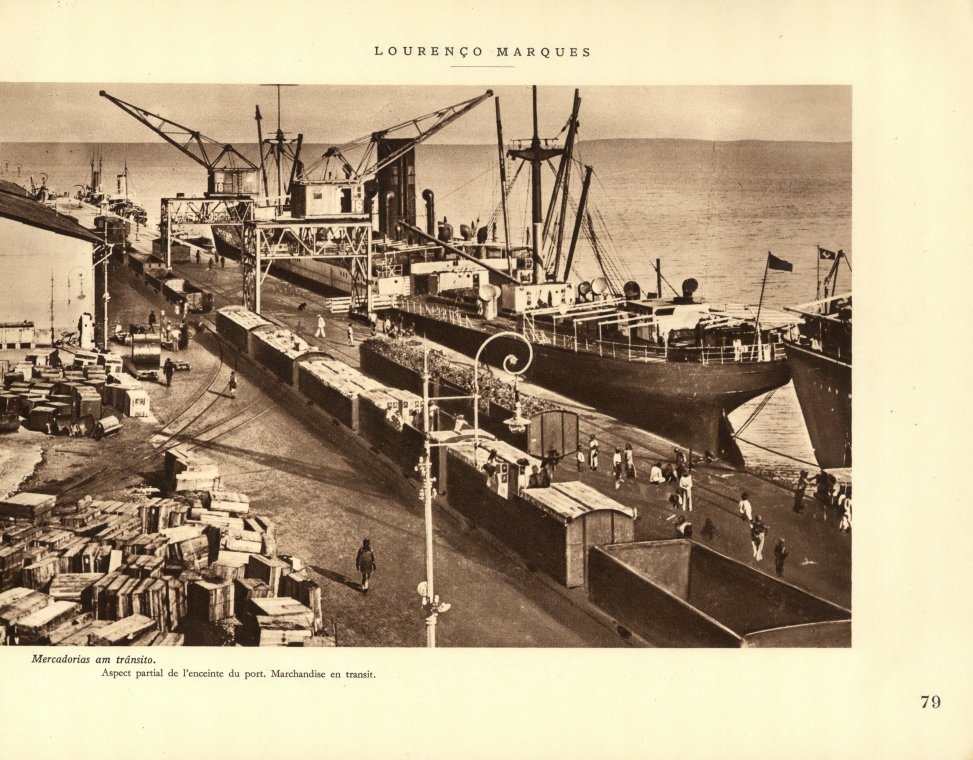
Hafenanlagen in Lourenco Marques um 1929

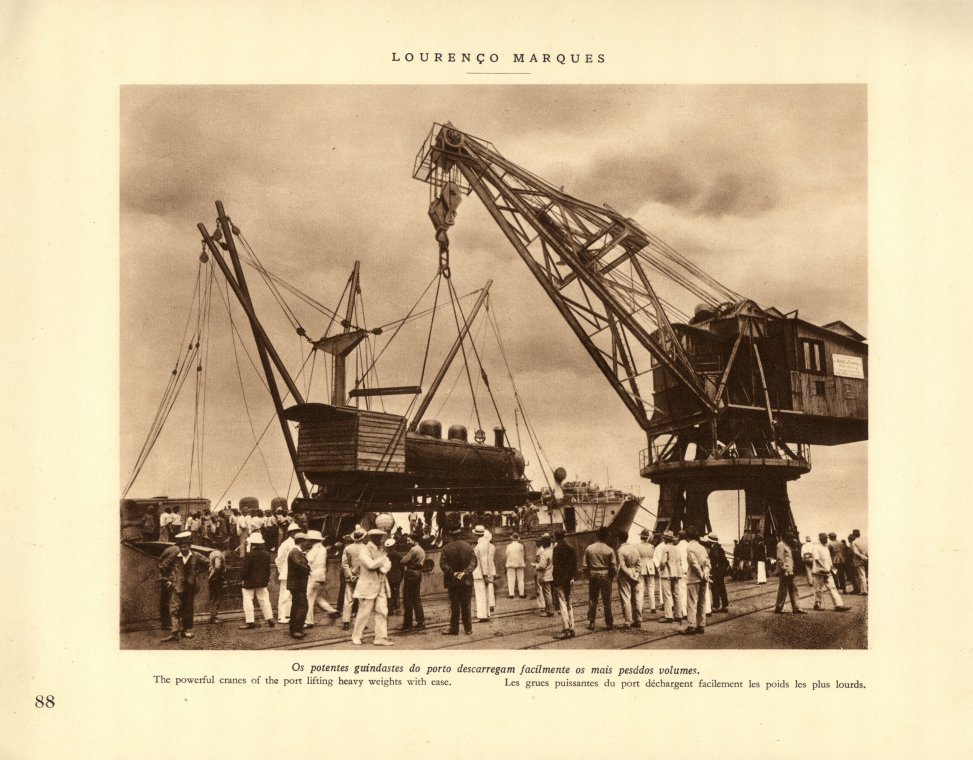
Verladung einer Lokomotive in Lourenco Marques um 1929

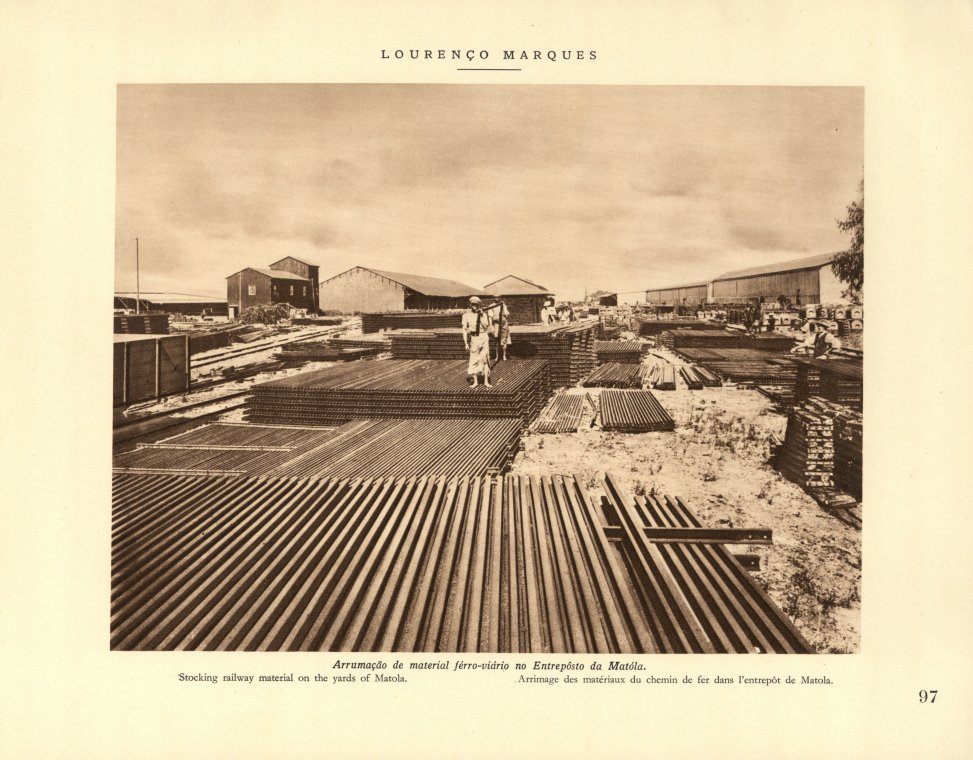
Eisenbahnschienen im Lagerbereich von Matola (Entreposto da Matola)

Vasco da Gama entdeckte im Jahre 1498 die Bucht von Maputo. Sie wurde jedoch erst im 18. Jahrhundert für einen ständigen Hafen genutzt. Der portugiesische Seefahrer und Kaufmann Lourenço Marques erkundete als erster Europäer im 16. Jahrhundert die Bucht.
Um 1845 verfestigte sich das Interesse der burischer Kaufleute und Politiker in Transvaal an stabilen Handelsbeziehungen mit den Portugiesen. Deren Fortschritt veranlasste die Briten 1861 zur Besetzung der Insel Inhaca an der Einfahrt zur Delagoa-Bucht. Seit 1850 wuchs das Hafengelände unweit der Befestigungsanlagen der Siedlung Lourenço Marques (heute Maputo). Durch den Schiedsspruch von Patrice de Mac-Mahon kam der Hafen 1875 endgültig unter portugiesische Hoheit und England erhielt gleichzeitig die Garantie, dass ihn Portugal nicht an einen anderen Staat abtreten werde. Zwischen 1876 und 1887 veranlasste die portugiesische Kolonialverwaltung Arbeiten zur Beseitigung der landeinwärts gelegenen Sümpfe. Im selben Zeitraum entwickelte sich der Burenstaat Transvaal-Republik zu einem wichtigen Handelspartner für Lourenço Marques und dessen Hafen.
Als 1898 die zentrale Verwaltung der portugiesischen Kolonie nach Lourenço Marques verlegt wurde, nahm die Hafenentwicklung schrittweise Fahrt auf. Am 18. Dezember 1901, noch vor dem Ende des Zweiten Burenkriegs, traf Lord Milner mit der Kolonialmacht Portugal in Lourenço Marques eine als Modus Vivendi bezeichnete Vereinbarung zur weiteren wirtschaftlichen Zusammenarbeit. Gemäß dieser Übereinkunft war es südafrikanischen Bergbaugesellschaften erlaubt, Arbeitskräfte im damaligen Portugiesisch-Ostafrika anzuwerben und im Gegenzug eine Eisenbahnfrachtrate von 50 bis 55 Prozent mit Exportgütern aus der Wirtschaftsregion am Witwatersrand garantiert, über den Hafen in Lourenço Marques abzuwickeln.
1902 ging die erste Kaianlage (Cais Gorjão), damals aus Holz errichtet, in Betrieb. Sie erhielt ihren Namen zur Ehrung des damaligen Generalgouverneurs Manuel Rafael Gorjão (Governador-geral de Moçambique 1900–1902). Nach Auffassung der heutigen Hafenverwaltung stellt die Eröffnung dieses Kais den historischen Startpunkt der von ihr betriebenen Hafenanlagen dar.
Auf der Basis des Transvaal-Mosambik-Vertrages (Transvaal-Mozambique Convention) von 1909 konsolidierten sich die bisherigen Vereinbarungen Lord Milners, die primär durch die Interessen der Eigentümer der Gold- und Diamantbergbauunternehmen in Transvaal geprägt waren. Zwischen den Briten und den Portugiesen, unterzeichnet durch den Gouverneur von Transvaal, William Waldegrave Palmer, 2. Earl of Selborne und dem ehemaligen Generalgouverneur der Provinz Mozambique Thomaz Antonio Garcia Rosado, kam am 1. April 1909 ein Vertrag zustande, der die fortgesetzte Anwerbung von Bergleuten für Unternehmen in Transvaal und die Warentransportabwicklung über den Hafen absicherte. Im Abschnitt 2 dieses Abkommens vereinbarten beide Seiten bezüglich der Gütertransporte zwischen Transvaal und dem Hafen in Lourenço Marques, dass deren Aufkommen mindestens bei 50 Prozent von dem Volumen liegen sollte, das insgesamt als Außenhandelsvolumen Transvaals anfiel.
Mit den erforderlichen Transportleistungen waren hierzu die Central South African Railways (CSAR) für den Streckenabschnitt zwischen Germiston (einschließlich Pretoria) und Komatipoort sowie die Caminhos de Ferro de Lourenço Marques (CFLM) für die Eisenbahnstrecke bis zum Hafen beauftragt. Die restlichen Frachtanteile konnten nach diesem Vertrag über andere Häfen der Kapkolonie und Natals abgewickelt werden.
Mit dem Portugiesisch-Südafrikanischen Vertrag (Portuguese-South African Convention) vom 11. September 1928, allgemein als Mozambique Convention bekannt, hatte sich die Südafrikanische Union u. a. dazu verpflichtet, 50 Prozent des Im- und Exporthandels der damaligen Provinz Transvaal über Lourenço Marques und damit über seinen Hafen abzuwickeln. Diese Vereinbarung gilt heute als ein Meilenstein in den bilateralen Beziehungen beider Länder.
Auf der Basis einer weiteren Vereinbarung vom 13. Oktober 1964 zwischen Portugal und Südafrika zur Anwerbung von mosambikanischen Minenarbeitern reduzierte sich der Anteil auf 40 Prozent und 1969 entfielen schließlich vereinbarte Kontingentierungen im Warentransitverkehr. Nach der Unabhängigkeit Mosambiks ging das Exporttransitvolumen zurück, pendelte sich jedoch Mitte 1977 auf eine tägliche Verschiffung von 17.000 Tonnen ein.
Bis zu Beginn der 1970er Jahre stieg der Warenumschlag im Hafen stetig an und erreichte 1971 den Stand von 17 Millionen Tonnen. Für Südafrika war er zu einem der wichtigsten Seehandelsplätze geworden. Nach der Unabhängigkeit Mosambiks von Portugal im Jahre 1975 intensivierte die Regierung Südafrikas die institutionellen Verbindungen zum Nachbarland auf dem gemeinsamen Transportsektor. In diesem Zusammenhang verfügte Pretoria, dass die seit Jahrzehnten im Hafen von Maputo verschifften Waren, wie Chromprodukte, Eisenerz, Stahl und Zitrusfrüchte, nicht über Häfen in Südafrika exportiert werden durften. Die Handelskammer in Johannesburg beklagte sich über schlechte Abfertigungs- und Verladebedingungen in Maputo und kritisierte die Eisenbahnpolitik der eigenen Regierung sowie die damit verbundene Unterstützung der Politik des Präsidenten Samora Machel.
Mosambiks Unabhängigkeitserklärung wirkte sich auf die Handels- und Verkehrspolitik der Regierung in Pretoria zunächst nur verhalten aus. Die für Südafrika günstige Lage des Hafens und die mit dessen Existenz verknüpften Arbeitsmigration von mosambikanischen Minenarbeitern, allerdings im November 1975 von zuvor 100.000 auf 40.000 Personen gefallen, verbanden das unabhängige Mosambik mit seinem Nachbarland zur Zeit der Apartheid in diesen Fragen auf kooperative Weise. Von der südafrikanischen Regierung ergingen an die Exportunternehmen ermunternde Signale, auch weiterhin den Hafen Maputo zu nutzen. Diese Position wurde durch die South African Railways mit einer Investitionsleistung von 70 Millionen Rand zur Verbesserung der Streckenverhältnisse zwischen Witbank und Komatipoort gestärkt, um die tägliche Transportmenge von 28.000 auf 40.000 Tonnen anheben zu können. Die Zeitschrift Africa Confidential sprach angesichts einer so verknüpften Interessenlage von der „apartheid connection“ beider Staaten.
Der Mosambikanische Bürgerkrieg führte schließlich mit fortschreitender Destruktion inländischer Verhältnisse doch zu einer Absenkung des Warenflusses von und zum Hafen. Nur kleine Mengen von Agrargütern wurden hier jährlich bis zu dessen Beendigung im Jahr 1992 verladen. Der jährliche Gesamtumschlag belief sich beispielsweise 1987 auf 750.000 Tonnen. Noch im Februar 1979 schloss Südafrika mit Mosambik ein Eisenbahnabkommen ab, womit die bereits praktizierten Wartungsleistungen der Eisenbahnstrecke und die gängige Unterstützung der Frachtverladeprozesse im Hafen Maputo durch südafrikanische Experten nachträglich signiert wurden. Aus diesem Anlass erklärten offizielle Vertreter Mosambiks in Johannesburg, dass „Maputo und Matola die beiden natürlichen Häfen“ von Transvaal seien.
Im Jahr 1984 erklärte der Wirtschaftsminister Mosambiks, Jacinto Soares Veloso, dass ihm zahlreiche Investitionsabsichten südafrikanischer Unternehmen in Bezug auf sein Land bekannt seien. Er verband damit die Hoffnung, dass dadurch der Warenumschlag im Hafen Maputo einen starken Auftrieb erhielte, der zu dieser Zeit trotz des Bürgerkrieges in Mosambik 7 Millionen Tonnen Warenumschlag mit Südafrika erzielte. Dabei betonte er, dass es sich um den nächsten Hafen für das Wirtschaftsgebiet am Witwatersrand handele. Im August desselben Jahres gewährte Südafrika ein Darlehn von 10 Millionen Rand zur Entwicklung des Transportsektors im Nachbarland und für eine effizientere Betreibung des Eisenbahnverkehrs der Nkomati-Maputo railway line.
Im September 1984 trafen sich die Direktoren der staatlichen Eisenbahngesellschaften aus Malawi, Mosambik, Sambia, Simbabwe, Eswatini (zu der Zeit Swasiland) und Zaire in Johannesburg zu einer dreitägigen Konferenz mit der Generaldirektion des South African Transport Services. Das Hauptanliegen dieses Treffens lag in einer besseren Kooperation zwischen den nationalen Eisenbahngesellschaften.
Zu Beginn der 1990er wurde das Hafenmanagement und die Situation der von der Grenze mit Südafrika heranführenden Eisenbahnstrecke weiterhin als wirtschaftlich unvorteilhaft eingeschätzt. Diese Schwierigkeiten verhinderten beispielsweise die Fortführung des bereits 1991 begonnenen Abbaus von Anthrazitkohle in dem grenznahen und technisch erschlossenen Kangwane-Kohlefeld auf südafrikanischem Territorium.
In Hinsicht auf die enorme Bedeutung des Hafens für den südafrikanischen Warenexport und -import nahmen 1995 die Transportminister Südafrikas und Mosambiks bilaterale Gespräche zur Verbesserung des Warenflusses erneut auf. Deren Ergebnisse bereiteten den Weg zur Gründung der South African National Road Agency Limited/SANRAL durch das südafrikanische Department of Transportation und Mosambiks nationaler Straßenverwaltungsbehörde (Administração Nacional de Estradas/ANE) durch das Department of Roads and Bridges.
Ein von europäischen Partnern aufgestelltes Betreiberkonsortium erhielt im September 2000 von der mosambikanischen Regierung eine 25-jährige Konzession.
Bereits drei Jahre später übernahm eine andere Unternehmensgruppe, die Maputo Port Development Company (MPDC), im April 2003 die staatliche Konzession zum Management des Hafens.
Die Privatisierung des Hafens unter Führung der Maputo Port Development Company erfolgte im Jahre 2008. Durch fortgesetzte Investitionen stieg das Warenumschlagsvolumen von 5 Millionen Tonnen im Jahr 2003 bis auf 8,7 Millionen Tonnen 2010. Das Ausbaggern der Zufahrtskanäle und der Hafenbecken von einer vormaligen Wassertiefe mit 9,4 Metern auf nun 11,0 Meter erhöhte die Leistungsfähigkeit im Frachtumschlag.

## Weiterführende Literatur
- Luísa Pinto Teixeira: Railways of Mozambique. 100 Years. Maputo, Manica, CFM, 1995[58]